# Alice Orlowski
Alice Orlowski (30 de septiembre de 1903 - 1976) fue una guardiana alemana de varios de los campos de concentración nazis en la Polonia ocupada durante la Segunda Guerra Mundial. Fue el arquetipo de las mujeres de las SS.

## Periodo de guerra
Nacida como Alice Minna Elisabeth Elling en Berlín en 1903, comenzó su formación como guardiana del campo de concentración de Ravensbrück en Alemania en 1941. En octubre de 1942 fue seleccionada como una de las SS Aufseherin para ser mandada al campo de Majdanek cerca de Lublin, Polonia, donde junto con Hermine Braunsteiner, llegaron a ser consideradas como dos de las supervisoras más brutales. Ambas cargaban regularmente camiones de mujeres con destino a las cámaras de gas. Cuando un niño se quedaba abajo, ambas lo lanzaban a la parte superior de los adultos como si fuera equipaje, y luego cerraban el portón. Orlowski a menudo aguardaba la llegada de nuevos medios de transporte de las mujeres. Ella entonces azotaba a los presas, especialmente a través de los ojos. En Majdanek, Orlowski fue ascendida al rango de Kommandoführerin (supervisora) en los hangares de selección.
Como SS Aufseherin, Orlowski tenía a más de cien mujeres bajo su supervisión, que ordenaban los objetos robados de los prisioneros gaseados: relojes, pieles, abrigos, oro, joyas, dinero, juguetes, vasos, etc. Cuando fue evacuada del campamento, los alemanes enviaron a Orlowski al campo de concentración de Cracovia-Plaszow, cerca de Cracovia, en la Polonia bajo ocupación nazi. En Cracovia-Plaszow, Alice estaba a cargo de una cuadrilla de trabajo en la calle del campo (Lager Strasse) y era conocida por su crueldad.
A principios de enero de 1945, Orlowski fue una de las mujeres de las SS que participaron en la marcha de la muerte de Auschwitz-Birkenau y fue durante este tiempo que su conducta, anteriormente considerada brutal y sádica, se hizo más humana. Durante la marcha de la muerte a mediados de enero de 1945 de Auschwitz a Loslau, Orlowski dio comodidad a los internos, e incluso dormía a su lado sobre el suelo en el exterior. También trajo agua a los que estaban sedientos. No se sabe por qué su actitud cambió, pero algunos especulan que sintió que la guerra casi había terminado y pronto sería juzgada como criminal de guerra. Orlowski finalmente retornó a Ravensbrück como guardiana.

## Posguerra
Después de finalizada la guerra en mayo de 1945, Orlowski fue capturada por las fuerzas soviéticas y extraditada a Polonia para ser juzgada por crímenes de guerra. Fue acusada en el juicio de Auschwitz en 1947 junto con otras guardianas de las SS del campo y condenada a cadena perpetua, pero fue puesta en libertad en 1957 tras cumplir sólo 10 años. En 1975, Alemania Occidental hizo un seguimiento a Orlowski, y la llevó a juicio en el Tercer Juicio de Majdanek.
Murió durante el juicio en 1976 a la edad de 73.